# Bull Shoals, Arkansas
Bull Shoals là một thành phố thuộc quận Marion, tiểu bang Arkansas, Hoa Kỳ. Năm 2010, dân số của thành phố này là 1950 người.

## Dân số
- Dân số năm 2000: 2000 người.
- Dân số năm 2010: 1950 người.